# Santinho Furtado
Sebastião Santinho Vitral dos Santos Furtado, conhecido politicamente como Santinho Furtado (Santo Antônio do Aventureiro, 27 de abril de 1931 – Santo Antônio da Platina, 6 de novembro de 2015), foi um advogado, agropecuarista e político brasileiro. Exerceu o mandato de deputado federal constituinte de 1987 a 1991.

## Biografia
Filho de João Furtado dos Santos e de Filomena Vitral dos Santos, formado em bacharel em direito pela Universidade Federal do Paraná em 1959. Foi casado com Ivanise Cavazotti Santos, e juntos tiveram três filhos.

## Principais Cargos e Atividades[2]
- Vice-Presidente da Sociedade Rural do Paraná.
- Presidente da Sociedade de Economia Rural do Município de Londrina/PR (1972 - 1976).
- Diretor da Associação Paranaense dos Cafeicultores.
- Coordenador do I Bloco Parlamentar Ruralista (1983).
- Comissão de Defesa do Consumidor - Titular (1983).
- Comissão de Agricultura e Política Rural - Titular (1983 - 1985).
- Comissão de Agricultura e Política Rural - Vice-Presidente (1985 - 1986).
- Subcomissão da Política Agrícola e Fundiária e da Reforma Agrária, da Comissão da Ordem Econômica - Titular (1987)
- Subcomissão da Família, do Menor e do Idoso, da Comissão da Família, da Educação, Cultura e Esportes, da Ciência e Tecnologia e da Comunicação - Suplente (1987).

## Missões Oficiais
- Congresso de Parlamentares Americanos de Origem Árabe (Damasco, Síria, 1985).
- Integrante da Delegação Parlamentar em visita político-cultural à China a convite do Partido Comunista Chinês (1990).

## Morte
Na manhã do dia 6 de novembro de 2015, uma sexta-feira, por volta das 6h30, Santinho Furtado sofreu uma parada cardíaca enquanto dormia e acabou falecendo. Foi então encontrado na sua residência por funcionários, preocupados ao não terem retorno de suas ligações. Na época, Furtado ocupava o cargo de vice-presidente da Câmara dos Vereadores de Santo Antônio da Platina. O velório aconteceu no cemitério municipal da cidade. Nos seus últimos anos de vida, Santinho enfrentou dificuldade de locomoção devido à problemas de saúde no quadril e nas pernas, tendo inclusive feito uma cirurgia que afastou o politico do legislativo de Santo Antônio.